# Paste (Unix)
A paste egy Unix parancs, mely fájlok sorait fűzi össze.  
A paste sorban kiírja minden megadott fájl sorait <TAB> karakterekkel elválasztva és újsor karakterrel lezárva. Ha nem adunk meg fájlnevet, akkor a standard bemenetet használja. A  ` - ' fájlnév a standard bemenetet jelenti. 

## Használta
A parancs általános alakja:
paste  [ -s ]  [  -d elválasztó lista  ]  [  --delimiters=elválasztó lista  ]  [ --serial ]  [ fájl(ok)... ]
paste   [  --help  ] [  --version ]

## Opciók
- -s, --serial

A sorokat először egy fájlból veszi, ahelyett hogy minden fájlból venne egy-egy sort. 
- -d, --delimiters=   elválasztó lista

Az elválasztó listában megadott karaktereket használja sorjában a <TAB> helyett az összefűzött sorok elválasztásához. Amikor az elválasztó listát kimerítette, elölről kezdi újra. 
- --help

Használati útmutatót ír a standard kimenetre, majd sikeres visszatérési értékkel kilép. 
- --version

A program verziójáról ír ki információt a standard kimenetre, majd sikeres visszatérési értékkel kilép. 

## Példák
Például ha az  adatok nevű állományba be akarjuk rakni a  nev, helyseg, és datum állományok tartalmát, akkor a következőt kell beírjuk a parancssorba:
paste nev helyseg datum > adatok
Legyen az állományok tartalma a következő:
| nev           | helyseg                            | datum                         |
| ------------- | ---------------------------------- | ----------------------------- |
| Eme Géza Jani | Kolozsvar Medgyes Dicsoszentmarton | Majus 25 November 9 Marcius 9 |

A létrehozott állomány tartalma a következő lesz:
```
Eme            Kolozsvar              Majus 25
Géza           Medgyes                November 9
Jani           Dicsoszentmarton       Marcius 9
```